# Іллідан Шаленство Бурі
Іллідан Шаленство Бурі (англ. Illidan Stormrage) — персонаж вигаданого всесвіту Warcraft, Самопроголошений Володар Позамежжя, правив з Чорного Храму. Він народився нічним ельфом, і, як сказала Маєв Тінеспів, став «ні демоном, ні нічним ельфом, а чимось більшим». Іллідан є братом-близнюком Малфуріона Шаленство Бурі. Має невзаємні почуття до Тиранди Шелествітер. Іллідан був надзвичайно обдарованим чаклуном, міць якого стало важко класифікувати, після блискавичного її зростання від становлення мисливцем на демонів до поглинання сили черепа Ґул'дана.

## Біографія

### Війна Прадавніх
Іллідан, брат-близнюк Малфуріона, практикував магію високороджених. В молодості він намагався осягнути магію друїдів, як і його брат, але чарування приваблювало його більше, ніж магія землі. На відміну від Малфуріона, Іллідан народився з очима бурштинового кольору, які в той час означали велике призначення. Коли Малфуріон і Тиранда вже знайшли своє призначення, Іллідан все ще був в пошуках. Хоч він і не був високородженим, але йому вдалося стати особистим чаклуном військового лідера Кур'талоса Кронворона.
Коли вторгнення Сарґераса в Азерот почалося, а про віроломство Азшари стало відомо всім, Малфуріон переконав Іллідана залишити свою королеву. Іллідан послухав свого брата. Але коли Кенарій і дракони вступили в битву, Малфуріон зрозумів, що суперник дуже сильний, щоб перемогти його в битві. Він вважав, що зупинити вторгнення можна зруйнувавши Джерело Вічності. Ця ідея вразила Іллідана, так як це було джерело його магії, і, швидше за все, ельфійського безсмертя, тому його втрата — занадто велика ціна для нього. Крім того, нічний ельф виявив, що його приваблюють сили Палаючого Легіону, в яких він, за хаотичною поведінкою, побачив справжню магічну чистоту. Сатир Ксавій побачив це і використовував його розгубленість щоб «посадити» насіння сумніву в розум Іллідана, що змусило ельфа скористатися міццю Палаючого Легіону, щоб стати сильнішим, в той час як сам Іллідан вважав, що допомагає перемогти Легіону. Це і призвело до того, що він віддав Душу Демона Сарґерасові для посилення порталу.
В Іллідана були сильні почуття до Тиранди, жриці Сестер Елуни. Нічний ельф так бажав вразити Тиранду, що часто діяв не подумавши, особливо коли справа стосувалася магії; він так і не зрозумів, що це зовсім не те, що Тиранда хотіла. Але поки Іллідан бився за її серце, ніхто з них ще не знав, що ця битва закінчилася відразу після її початку, бо майже відразу Тиранда вибрала Малфуріона, а не Іллідана. Ксавій знав про це і використовував свою силу щоб нацькувати Іллідана на Малфуріона, переконуючи його в тому, що якщо Малфуріон загине, то Іллідану більше не доведеться змагатися з ним за кохання Тиранди. Нарешті, побачивши кохану в обіймах брата, він остаточно розірвав усі зв'язки з захисниками.
Іллідан, в якого був новий план, відправився в Зін-Азшарі. Там він фальшиво присягнув на вірність Азшарі й Маннороту. План Іллідана полягав у отриманні душі демона — артефакту великої сили, який був створений Смертекрилом, так само відомим як Нелтаріон Хранитель Землі. Цей артефакт мав можливістю закрити портал, через який демони приходили в Калімдор. Щоб цей задум спрацював, Іллідану знадобилося більше сил. В остаточному підсумку він постав перед Сарґерасом, який швидко розкусив план нічного ельфа з отримання душі демона для Легіону. Титан був задоволений цим планом і дав Іллідану «подарунок» в обмін на його вірність. Його очі були випалені самим Сарґерасом, який все ще перебував по той бік порталу, а замість них з'явилися вогники, що дають можливість бачити будь-який вид магії, а на тіло були нанесені татуювання для посилення ефекту таємної магії. Азшара була зачарована «новим» Ілліданом (якого дуже хвилювала її думка), але залишилася обережною, пославши капітана Варо'тена для допомоги нічному ельфи в пошуках душі демона.
Після Великого Розколу, Іллідан, наповнивши сім флаконів водою з Джерела Вічності, забрався на пік гори Гиджал, де знайшов невелике і тихе озеро, в яке він вилив вміст трьох флаконів. Швидко виник хаос енергій який знищив озеро, перетворивши його в нове Джерело Вічності. Але радість Іллідана тривала недовго, поки його не виявили Малфуріон, Тиранда і інші лідери калдорай, які були в жаху від того, що він накоїв. Не маючи можливості прийняти той факт, що його брат зробив таку зраду, Малфуріон спробував ще раз пояснити Іллідану його дурість і порочність обраного ним шляху. Він намагався донести братові, що використана Ілліданом магія була хаотичною за своєю суттю і, поки вона існує, не може привести ні до чого, крім руйнувань. Але ельф відмовився слухати, так захоплюючись силою цієї магії, що прийняв брата за дурня, який нічого не розуміє. Він стверджував, що магія буде необхідна, коли Легіон повернеться.

### Звільнення з тюрми
Іллідан провів в позбавленій світла в'язниці 10 000 років. Каліфакс, Хранитель Гаїв, і група нічних ельфів, включаючи Маєв, постійно сторожили зрадника. Несподіваний порятунок прийшов від Тиранди, яка вбила охорону з нічних ельфів, сподіваючись в майбутньому використовувати Іллідана проти Палаючого Легіону, який повернувся в Азерот. Через свою незгасаючу протягом тисячі років любові до Тиранди, Іллідан погодився допомогти. Він поклявся зупинити Легіон, а потім покинути нічних ельфів назавжди.
Малфуріон не був згодний з рішенням Тиранди, вважаючи звільнення Іллідана катастрофічною помилкою. Розчарований тим, що брат не змінився, і в прагненні довести, що демони над ним більше не владні, Іллідан повів сили нічних ельфів в Сквернотний ліс, щоб знищити Легіон. У лісі він зустрів Артаса, чемпіона Короля-Ліча, і вступив з ним у сутичку. Сили бійців були рівними, і поєдинок зайшов в глухий кут. Іллідан зупинив дуель і зажадав пояснень від Артаса, чому той стежить за ним. Артас розповів ельфові про череп Ґул'дана — демонічний артефакт, який спотворює землі Ясенового лісу . Він пояснив, що якщо знищити артефакт, то псування покине ліс. Щоб приманка спрацювала, Артас не скупився в деталях, описуючи міць черепа, додавши, що його господар знав про те, що Іллідан охолов до влади. Хоча Іллідан і не довіряв Артасу, але все одно прагнув отримати силу черепа.
Іллідану і його війську довелося непросто, так як череп захищали Ворота демонів. Керуючись необхідністю і під впливом віри в те, що збільшивши свою міць, він зможе нарешті спокутувати свою провину перед Тирандою, Іллідан зруйнував демонічну печатку і використав силу черепа в своїх цілях. Сила, яку він знайшов, таїла в собі величезну небезпеку. Битва за контроль над артефактом коштувала Іллідану дорого, а самі сили черепа змінили його. Перетворившись на демона, Іллідан сховався в тіні і розгромив Тіхондрія і його армію. Але з перемогою прийшли і поразки. Тиранда і Малфуріон відчули демонічні сили, які ховалися в Іллідані і відвернулися від нього з відчаєм і відразою. Малфуріон був злий на брата, стверджуючи, що Іллідан продав свою душу в обмін на магічну силу. У гніві друїд вигнав свого брата з ельфійських лісів.

### Відданість
Після поразки Легіону, Іллідана відвідав Кіл'джеден, який запропонував йому останній шанс послужити їм. Він наказав знайти Крижаний трон і знищити його. Нер'зул став занадто могутнім і Кіл'джеден не міг його контролювати, тому Іллідан повинен його знищити в обмін на могутність, про яку він навіть мріяти не міг. Для допомоги в цьому завданні, демон дав Іллідану сферу Кіл'джедена.
Скориставшись черепом Ґул'дана, ельф став володарем спогадів чорнокнижника. Він придумав чудовий план, але для виконання задуманого йому потрібні були помічники. І ельф вирішив заручитися підтримкою старих друзів.
Іллідан закликав на поверхню народ наґ. Наґи, в минулому калдорай, і прислужники Азшари, хотіли помститися нічним ельфам і іншим сухопутним расам, які не постраждали від Великого Розколу. Щоб налагодити з ним зв'язок Азшара послала свою служницю Леді Вайш, наґи поважали магічний талант Іллідана і прийняли його пропозицію, а Вайш стала очільницею тих, хто пізніше став відомий як «наґи Іллідана». Але у Іллідана залишилася настирлива наглядачка Маєв Тінеспів, з якою потрібно було розібратися, так як вона завзято переслідувала його всім Калімдором. Іллідан заручився підтримкою групи сатирів. Потім він прибув в порт Нендіс зі своїми слугами наґами і сатирами, що прикривали його тил. Маєв розгромила його армію, але коли вона прибула в порт, Іллідан викрав корабель і відплив, а його наґи повинні були знищити інші судна, запобігаючи будь-якій спробі переслідування їхнього господаря.

### Зіткнення на Розколотих островах
Однак прислужникам Іллідана не вдалося зруйнувати всі кораблі. Маєв прибула на Розколоті острови після Іллідана, і дві армії воювали на водній місцевості. Іллідан дістався до гробниці, але Маєв слідувала за ним по п'ятах. Використовуючи знання Ґул'дана, Іллідан швидко пройшов гробницею і потрапив в кімнату, в якій зберігалося Око Сарґераса. Як тільки Маєв наздогнала його, ельф і Вайш активували могутній артефакт. За ув'язнення тривалістю 10 000 років, Іллідан скористався Оком щоб обрушити на неї гробницю, а потім втік через підводний перехід, створений його наґами. Хоча він і вбив Найшу і всіх Вартових в гробниці, Маєв врятувалася, використовуючи свої магічні здібності. Вже на поверхні вони воювали знову, але вже за панування над островами, так як Маєв послала гінця по підмогу в Ясенову долину.
Малфуріон і Тиранда прибули на Розколоті острови з підкріпленням якраз тоді, коли база Маєв вже була захоплена. Коли вони завдали удару у відповідь, війська Іллідана впали, але він і його слуги бігли перш, ніж їм встигли завдати серйозної шкоди. Тиранда переслідувала їх до притулку, але Іллідан викрав її в якості заручника, а потім попросив її не втручатися. Він знову втік за море. Під час цієї сутички, Тиранда нарешті розповіла Іллідану, чому вона його відкинула: сп'янілий своєю зростаючою магічною силою, він забув про свою справжню, внутрішню силу. Малфуріон ж, навпаки, не дивлячись на зростаючий потенціал, стримував ці сили в собі. Озброєний цими знаннями, Іллідан встав на шлях боротьби зі своїми власними почуттями.
Іллідан висадився на березі Лордерона, і через Срібнохвойний праліс попрямував до Даларана, де він планував скористатися Оком Сарґераса, щоб зруйнувати полярні льоди, тим самим знищивши Зледенілу Корону і Зледенілий трон. Але коли він почав використовувати Око, його знову перервали Маєв і Малфуріон, зіпсувавши тим самим заклинання. Малфуріон відчув, як заклинання Іллідана розриває землю на частини і вирішив, що брат став небезпечний для цього світу і його потрібно зупинити. Іллідан назвав Малфуріона дурнем, так як він намагався знищити Короля-Ліча, їх спільного ворога. Але Малфуріон був в люті через втрату Тиранди, яка, за словами Маєв, була мертва. Серце Іллідана, закоханого в Тиранду, так само було розбите цією новиною. Але принц Кель'тас, новий союзник нічних ельфів, вважав, що вважати її мертвою передчасно. Кель'тас пояснив, що Тиранда була не «розірвана на шматки», як сказала Маєв Малфуріону, а впала в річку і була віднесена течією. Іллідан благав брата, щоб той дозволив йому допомогти, і Малфуріон погодився. Іллідан і його охоронці-наґи знайшли Тиранду, коли та відбивалася від орд нежиті.
Іллідан і його наґи пробилися крізь натовп Кляті до Тиранди і врятували її. Жриця була вражена таким вчинком Іллідана. Коли Тиранда була доставлена до Малфуріона, друїд подарував Іллідану свободу, але за умови, що той більше ніколи не буде загрозою народу нічних ельфів. Іллідан, бажаючи закінчити свою сварку з братом, погодився.

### Втеча в Позамежжя
Після того як Малфуріон його відпустив, Іллідан відкрив портал в Позамежжя, куди відразу ж і побіг, переслідуваний Маєв. Так як Нер'зул був все ще живий, він знав що гнів Кіл'джеден не змусить себе чекати, тому вирішив знайти світ в якому він буде в безпеці. Таким місцем було Позамежжя — те, що залишилося від світу під назвою Дренор.
Але навіть в цьому зруйнованому світі, Маєв все ще переслідувала Іллідана. Тюремниця зловила його і посадила в клітку. Але його врятували Кель'тас і Вайш. Іллідан прийняв вірність ельфів крові, і зробив Кель'таса своєю правою рукою. Сін'дорай, в поєднанні з наґами, були дуже корисні в його планах. Іллідан продовжив виконувати свій первісний план — очистити Позамежжя від демонічного впливу, щоб сховатися від гніву Кіл'джедана. І щоб зробити це, вони взяли в облогу Чорний храм Магтерідона, Володаря пекла, який контролював цей світ. Але перед цим, Іллідан запечатав міжпросторові ворота, через які демонам надходило підкріплення. Зрештою, вони здійснили свій план.
Коли вони увійшли до Чорного храму, Іллідан зустрів там Акаму, ватажка зломлених, які так само присягнули йому на вірність . Зломлені Аками були в боргу перед Ілліданом за те, що той допоміг їм у боротьбі з орками скверни Магтерідона, які тримали їх села в облозі з метою знищити їх народ. Армія Іллідана продовжила облогу храму, знищила сили захисту Магтерідона, а потім і самого Володаря пекла. Магтерідон зазначив надзвичайну силу Іллідана і припустив що демон — посланник Легіону, якого його господарі послали щоб перевірити Володаря. Але Іллідан лише розсміявся цьому припущенню і відповів, що він не тест, а заміна, і уклав його під Цитаделлю Пекельного Полум'я, призначивши йому в тюремники орка скверни Келі'дана Руйнівника.

### Наступ на Зледенілу Корону
Як тільки Іллідан зібрав сили Позамежжя під новим прапором, вогняний шторм зібрався над Чорним храмом, і Кіл'джеден з'явився у всій своїй жахливій величі. Демон хотів покарати Іллідана за його дурні спроби сховатися від його гніву, але Іллідан швидко заявив, що збирав армію для другого удару по Зледенілому Трону. Кіл'джеден, зазначивши що Іллідану «вдалося зібрати непогану армію», дав ельфу ще один шанс послужити демонам.
Іллідан, Леді Вайш, і Кель'тас взяли в облогу Нортренд і воювали з силами Ануб'арака, які встали на їхньому шляху до льодовика. Але Нер'зул, розуміючи що йому кінець, якщо він нічого не зробить, закликав в Нортренд Артаса, щоб закінчити свій план, який він запланував місяцями раніше. Армія Іллідана дісталася до Зледенілої Корони якраз в той момент, коли Артас і Ануб'арак пробралися крізь Азжол-Неруб, і дві фракції воювали за контроль над чотирма обелісками, які оточували льодовик. Після довгого бою, Артас активував всі чотири обеліски, і двері, що ведуть до Зледенілого Трону відкрилися.
Але Іллідан не зупинився. Зустрівшись біля підніжжя льодовика, між ним та Артасом зав'язалася битва. Після декількох хвилин, Артас смертельно поранив ельфа. Іллідан Шаленство Бурі впав на сніг замертво, точніше так здавалося. Він був важко поранений, але не вбитий. Артас в цей час поспішив на поклик Нер'зула. Коли Леді Вайш і Кель'тас зрозуміли що Зледенілий Трон їм не знищити, вони відступили назад в Позамежжя, забравши пораненого Іллідана з собою. 

### The Burning Crusade
Після повернення в Позамежжя, Іллідан відправив загін кривавих ельфів(англ.- Blood elves) на захоплення міста Шаттрат, але цей загін (на чолі з Волентарем Провидцем) зрадив його і перейшов на бік Наару- істот з чистого світла. Кель'тас Сонячний Блукач після битви у Зледенілого Трону зрадив Іллідана і захопив фортецю наару. Леді Вайш зайняла невизначену позицію,здійснюючи самостійну діяльність по створенню джерела магічної сили. Акама, вождь дренеїв, також відійшов від свого покровителя і за допомогою авантюристів з Азерота підготував і здійснив повалення Іллідана, в якому взяла участь Маєв Тінеспів.  Після перемоги над Ілліданом Маєв і її підручні уклали зранене тіло Іллідана в кристал. Таким же чином було взято в полон всіх мисливців на демонів. Кристали помістили в нову в'язницю - Каземати Вартових на Розколотих островах, де в'язні повинні були провести вічність.

### Legion
Перемігши Іллідана в Чорному храмі, Маєв з вартовими забрали його бездиханне тіло в секретну темницю (Каземати Вартових) в Азсуні, що на Розколотих островах, щоби навіки поховати його там. Навіть після смерті воно могло бути використано в інтересах Палаючого Легіону. Проте Ґул'дану(з альтернативного Дренору) вдалося проникнути в Каземати, щоби вкрасти тіло Іллідана і використати його як сосуд для аватари Сарґераса . Однак, плани великого чорнокнижника були зірвані героями Азероту і повстанням частини нічнонароджених проти Легіону, і він був убитий самим Ілліданом.  Незабаром після цього Іллідан на кораблі дренеїв відправляється разом з Веленом і Хадґаром на Арґус, де допомагає їм повернути свій дім.  В епілозі доповнення він вирішує стати тюремщиком Сарґераса.  Оскільки він змушений покинути Азерот, перед відходом він просить передати послання своїй коханій Тиранді та брату.